# ビタミンドロップ
『ビタミンドロップ』は、日本のテクノポップユニット、Perfumeのインディーズ3枚目のシングルである。2004年9月8日にアミューズ運営のインディーズレーベルであるBEE-HIVEレコードより発売。規格品番はBEHV-0009。

## 概要
- 全曲とも作曲は中田ヤスタカ、作詞は木の子。
- PVは「囚われの西脇綾香（あ～ちゃん）を大本彩乃（のっち）と樫野有香（かしゆか）がビタミンドロップの力で助けに行く」というアニメで構成されている。PV内でのかしゆかの髪型はツインテールとなっている。

### 収録曲
| #         | タイトル             | 作詞 | 作曲・編曲 | 時間 |
| --------- | -------------------- | ---- | ---------- | ---- |
| 1.        | 「ビタミンドロップ」 |      |            | 4:55 |
| 2.        | 「引力」             |      |            | 3:33 |
| 合計時間: | 合計時間:            | 8:28 |            |      |

## タイアップ
- ビタミンドロップ
ゲームボーイアドバンス「伝説のスタフィー3」（任天堂）CMソング